# Nagypásztély
Nagypásztély (Kosztyovapásztély, ukránul: Костева Пастіль) település Ukrajnában, Kárpátalján, az Ungvári járásban.

## Fekvése
Nagybereznától délkeletre, Felsőpásztély, Kispásztély és Sóhát közt fekvő település.

## Nevének eredete
Eredeti neve személynév eredetű, a Koszty, Kosztyó személynévből származik. Ragozott alakjának jelentése: Kosztyóé. Pásztély utótagja talán szláv névből keletkezett, de elképzelhető, hogy a magyar pásztor, szláv pastuch megfelelőjéből jött létre. Nevét 1903-ban az országos helységnévrendezés során változtatták Nagypásztélyra, mivel a Pásztély nevű települések közül ez volt a legnagyobb.

## Története
Nevét 1588-ban említette először oklevél „Kosztova Pasztély” néven. 1768-ban „Kosztyova Pasztil”, 1773-ban „Kostyava Pasztely” formában jegyzik.
A 18. század végén Vályi András így ír róla: „PASZTELY. Berezna Pasztely, Kis Pasztely, Rosztoka Pasztely, és Kosztolna Pasztely. Négy Orosz falu Ungvár Vármegyében, földes Uraik külömbféle Urak, lakosaik ó hitüek, és másfélék, fekszenek Ungvárhoz mintegy négy mértföldnyire, távolag egymástól, határbéli földgyeik középszerűek, hegyesek, és nehéz mivelésűek.”
Fényes Elek 1851-ben kiadott geográfiai szótárában így ír a faluról: „Pasztély (Kosztyova), orosz f., Ungh vgyében, 234 g. kath., 8 zsidó lak. Gör. kath. paroch. templom. Udvarbirói hivatal. F. u. a kamara. Ut. p. Ungvár.”
1851-ben „Pasztély (Kosztyova)”, 1913-ban „Nagypásztély” néven írták. A trianoni béke előtt Ung vármegye Nagybereznai járásához tartozott. Az első világháborút követően a mesterségesen létrehozott Csehszlovákiához csatolták, majd 1938-tól ismét Magyarországhoz tartozott 1944 őszéig, amikor a szovjet csapatok megszállták.
Ennek következtében 1945-ben az Ukrán Szovjet Szocialista Köztársaság, s ezzel együtt a Szovjetunió részévé vált. 1991 óta a független Ukrajna része.

## Népessége
1910-ben 478 lakosából 7 magyar, 12 német, 456 ruszin volt; ebből 5 római katolikus, 462 görögkatolikus, 11 izraelita volt.
| 2001 | 297 |

A népesség anyanyelv szerinti megoszlása a teljes népesség %-ában (2001)